# Mittmel
Mittmel (von den in der Mitte der geviertelten Mannsmahd liegenden Grenzmalen) war ein Flächenmaß im österreichischen Vorarlberg.
- 1 Mittmel = 225 Wiener Quadratklafter  ≙ etwa 809,2 Quadratmeter